# Flawiusz Filostrat
Flawiusz Filostrat zwany też Filostratem II, Filostratem I Lemnijskim, Filostratem z Tyru lub Filostratem Starszym (gr.: Φλάβιος Φιλόστρατος, Flawios Filostratos, ur. ok. 170, zm. ok. 248) – sofista grecki, biograf sofistów, autor Żywota Apolloniosa z Tyany, Listów miłosnych, Obrazów, Rozmowy o Herosach.

## Postać

### Kwestia tożsamości
Podstawą wiedzy o Flawiuszu Filostracie jest zbiór pism greckich z I-III wieku, pochodzących prawdopodobnie od różnych autorów, a zachowanych pod imieniem Filostrata, czasami opatrzonym przydomkami Lemnijczyk, Tyryjczyk, Ateńczyk lub poprzedzonym imieniem Flawiusz. Do czasów współczesnych zachowało się 10 utworów, które na pewno można zaliczyć do korpusu filostratejskiego. Są to: Żywot Apolloniosa z Tyany, Żywoty sofistów, Rozmowa o Herosach, O atletyce, Listy miłosne, dwa zbiory Obrazów, dwa Wykłady, dialog Neron i epigram poświęcony Telefosowi. Jako pierwsi próbę rozeznania się w liczbie Filostratów i przypisania im zachowanych dzieł podjęli Bizantyńczycy. Wyniki ich dociekań i zachowane tradycje przechowała pochodząca z X wieku Księga Suda. Zdaniem jej autora istniało przynajmniej trzech pisarzy o tym imieniu:
- Filostrat, syn Werusa, Lemnijczyk, żyjący w czasach cesarza Nerona, autor między innymi dialogu Neron i rozprawki O atletyce;
- Filostrat (Flawiusz), syn poprzedniego Filostrata, również Lemnijczyk, autor większości zachowanych dzieł: Listów miłosnych, większych Obrazów, Rozmowy o Herosach, Żywota Apolloniosa z Tyany, Żywotów sofistów i epigramatów;
- Filostrat, syn Nerwiana, siostrzeńca drugiego z Filostratów, autor mniejszych Obrazów i innych pism, dzisiaj zaginionych[1].

Publikacja kolejnych pism Filostratowych w XVII wieku zrodziła nowe zainteresowanie tą kwestią i badania nad nią poszły w dwóch kierunkach. Podjęto próbę nowego rozdzielenia utworów na podstawie wzmianek autobiograficznych, analizy stylistycznej i językowej oraz poprawienia nieścisłości zawartych w Księdze Suda. Podstawowa niezgodność dotyczyła chronologii: jeśli dziadek (Filostrat I) urodził się za cesarza Nerona (54-68 po Chr.), jego syn (Flawiusz Filostrat) nie mógł żyć za Sewerów (przełom II i III wieku). Wyniki badań kilku pokoleń badaczy zebrał pod koniec XIX wieku Joannes Fertig. Fertig przyjął za Księgą Suda, że pierwszy z Filostratów urodził się rzeczywiście za Nerona, miał jednak córkę, o której Suidas nie wspomina. Jej synem był urodzony około 170 roku Filostrat II (Flawiusz Filostrat), którego siostra była matką wspominanego w Księdze Suda Nerwiana, ojca Filostrata III (Filostrata, syna Nerwiana). Fertig, wzorem swoich poprzedników, wprowadził dodatkowo Filostrata IV, wnuka Filostrata III i młodszej córki Filostrata II. Filostratowi I Fertig przypisuje autorstwo Nerona, Filostratowi II – Żywot Apolloniosa, Żywoty sofistów, O atletyce i Listy, Filostratowi III – Rozmowę o herosach i Obrazy większe, a Filostratowi IV – Obrazy mniejsze.
Dalszy rozwój badań doprowadził do przywrócenia Filostratowi II autorstwa „zabranych” mu wcześniej utworów – Rozmowy o herosach i Obrazów większych. W latach 40. XX wieku Friedrich Solmsen, przyjmując istnienie czterech Filostratów, przypisał w zasadzie wszystkie utwory Filostratowi II, przyznając jedynie Obrazy mniejsze Filostratowi IV, a pisemko epistolograficzne (jeden z Wykładów) – Filostratowi III. Najbardziej skrajne stanowisko zajął pod koniec XX wieku Ludo de Lannoy, który zaproponował, by fragment tekstu Księgi Suda, dotyczący Filostrata II: Filostrat, syn Filostrata, syna Werusa, lemnijskiego sofisty, który był drugim sofistą odczytać jako: Filostrat, syn Filostrata, zwanego też Werusem i wobec zmarginalizowania Filostrata III w wyniku wcześniejszych badań przyjąć, że istniało tylko dwóch Filostratów – Flawiusz Filostrat, nazwany przez niego Filostratem Starszym, i jego wnuk, autor Obrazów mniejszych – Filostrat Młodszy.

### Życiorys
Życiorys Filostrata uczeni rekonstruują na podstawie wzmianek rozsianych w jego pismach, inskrypcji i świadectw autorów późnoantycznych i bizantyńskich. Filostrat urodził się na wyspie Lemnos około 170 roku n.e. Jego ojcem był Filostrat (być może Filostrat Werus), sofista. Rodzina pisarza należała do arystokracji wyspy. Około 190 roku ojciec wyprawił syna na studia do Aten. Jego nauczycielami wymowy byli tam Proklos z Naukratis i Hippodromos z Larisy. Prawdopodobnie w czasie studiów lub bezpośrednio po ich zakończeniu zwiedził Azję Mniejszą, Smyrnę i Efez, gdzie mógł słuchać Damiana z Efezu. W tym czasie zapewne spędził cztery lata u Aristodema z Karii, u którego uczył się teorii malarstwa.
Po ukończeniu studiów rozpoczął w Atenach karierę mówcy. Z działalnością oratorską i dydaktyczną łączył też aktywność obywatelską, gdyż został przez ateńczyków obdarzony tytułem dowódcy hoplitów (strategós epí tá hópla). Prawdopodobnie około 200 roku przeniósł się do Rzymu, gdzie wsławił się popisami retorycznymi. Odwiedził też między innymi Neapol i tamtejszą kolekcję obrazów tablicowych, opisał później w Obrazach, dziele wydanym w Atenach. W Rzymie studiował u sofisty Antypatra z Hierapolis, dzięki któremu został około 203 roku wprowadzony na dwór cesarza Septymiusza Sewera. Przystał wtedy do kręgu geometrów i filozofów stworzonego przez cesarzową Julię Domnę, do którego należeli również Kasjusz Dion i Diogenes Laertios. Grupa pozostawała pod silnym wpływem mistycznie zabarwionego neopitagoreizmu. Z rzymskiego okresu życia Filostrata pochodzi dzieło Rozmowa o Herosach.

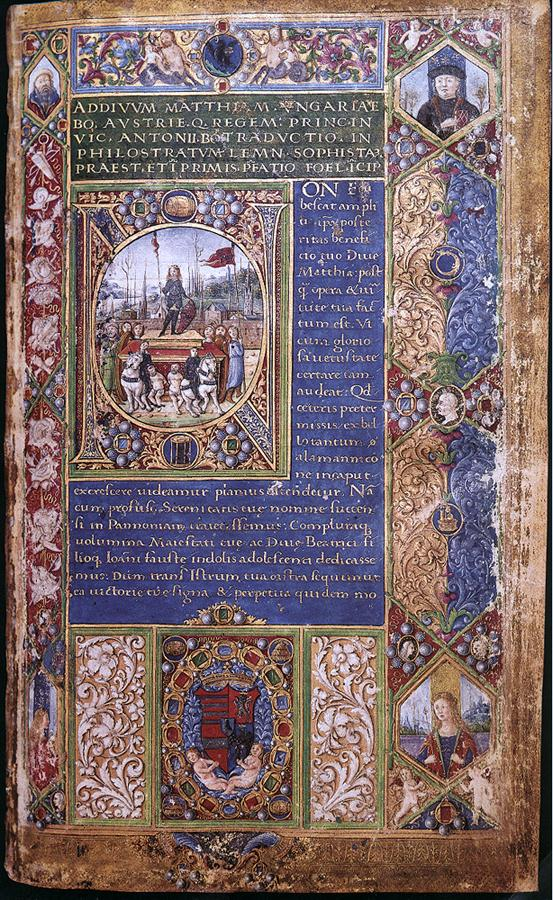
Rozmowa o Herosach Filostrata. Kodeks z XV wieku

Filostrat, wraz z dworem, towarzyszył cesarzowi Septymiuszowi Sewerowi podczas jego wyprawy do Szkocji przeciw Piktom na przełomie 210/211 roku. Pod koniec 212 lub na początku 213 towarzyszył prawdopodobnie jego następcy, cesarzowi Karakalli w podróży do Galii. Na pewno też towarzyszył cesarzowi i jego matce w podróży na Wschód w 215 roku. Para cesarska odwiedziła wówczas Anatolię, Syrię i Kapadocję, zwiedzając między innymi Tyanę, a w niej świątynię poświęconą Apolloniosowi. Być może wtedy cesarzowa zleciła Filostratowi napisanie biografii Apolloniosa, ukończonej już po jej śmierci. Cesarzowa dłuższy czas spędziła w Nikomedii i Antiochii, skąd udała się do Aleksandrii. Nie wiadomo jednak, czy Filostrat nadal jej towarzyszył, natomiast na pewno spędził dłuższy czas w Antiochii, gdzie spotkał przyszłego cesarza Gordiana. W 217 roku cesarz Karakalla został zamordowany, a cesarzowa w tym samym roku zagłodziła się na śmierć, być może z rozpaczy po synu. Dalsze losy związanego z nią kręgu geometrów i filozofów nie są znane.
Nie wiadomo również co dalej robił Filostrat. Przez dłuższy czas przebywał zapewne w Tyrze (dlatego nazywany był również Filostratem z Tyru), gdzie najprawdopodobniej w 219 roku wydał  Żywot Apolloniosa z Tyany. Potem wrócił do Aten, gdzie w 220 roku opublikował rozprawę O atletyce i dzieło Obrazy, a 237 roku lub w roku następnym ukończył Żywoty sofistów.
Z Aurelią Meliteną, pochodzącą prawdopodobnie z senatorskiego rodu, miał syna Flawiusza Kapitolina i najprawdopodobniej dwie córki. Dokładna data śmierci pisarza nie jest znana, wiadomo tylko, że zmarł za panowania cesarza Filipa Araba (244-249).

## Twórczość

### Listy miłosne
Listy miłosne Filostrata mają charakter poradnika korespondencyjnego dla zakochanych młodzieńców i mężów. W ostatnim, 73. liście Filostrat robi przegląd pierwszych i ostatnich wyrazów wszystkich listów, co pozwala poznać ich treść. I tak w liście 7. broni ubóstwa, o które nie należy nikomu robić wyrzutów, w 8. usprawiedliwia wprowadzenie do Listów cudzoziemców, w 19. gani chłopca handlującego swoimi wdziękami. W innych występuje przeciw upiększaniu się heter kosmetykami, strojeniu się, obnażaniu. Wiele listów sprawia wrażenie urywków z listów rzeczywistych. Początkowe listy poświęcone są miłości do chłopców. Od 19. listu rozpoczyna się korespondencja z heterami: Hetera nie powinna się wstydzić, że oddaje się wszystkim, którzy jej płacą. Jej mieszkanie jest świątynią, a wchodzący doń mężczyźni kapłanami, zaś opłaty – daninami. Hetera jest królową poddanych, którzy upadają przed nią w hołdzie na twarz. Filostrat z szacunkiem wypowiada się o mężatkach - z humorem prawi komplementy karczmarce czy oberżystce. Im dłuższe są jego listy, tym więcej w nich nawiązań do mitologii i aluzji historycznych. Nie ma w tych tekstach uczucia, za to sporo szkolnej dialektyki. Autor korzysta wiele z elegików rzymskich, liryki lesbijskiej, Erotyka Lizjasza (przytoczonego w platońskim Fajdrosie) i z Lizysa Platona.

### Rozmowa o Herosach
Rozmowa o Herosach (Hērōikos) ma formę rozmowy pomiędzy fenickim żeglarzem czekającym na trackim Chersonezie na pomyślny wiatr, a chłopem z pobliskiej winnicy. Chłop jest czcicielem Protesilaosa, który wielokrotnie objawiał mu się i rozmawiał z nim w jego winnicy. Chłop opowiada żeglarzowi o tym bohaterze, który pierwszy zginął po wylądowaniu Greków w Troadzie, jak też o Palamedesie, Odyseuszu, Achillesie, Hektorze, by wyjaśnić mu istotę kultu herosów. W drugiej części utworu autor poddaje delikatnej krytyce relację Homera o ujemnych rysach charakteru herosów. Współcześni Filostraci łaknęli objawiania się bóstw albo przynajmniej półbogów, a bohaterowie Homera byli Grekom bliżsi niż bóstwa wschodnie. Forma utworu przypomina dialogi Platona, przynajmniej tak długo jak ma on formę rozmowy. W drugiej części przekształca się w wykład. W Bizancjum czytano Heroika gorliwie, być może ze względu na podobieństwo legend chrześcijańskich i pogańskich. Komentowano je też do XIV wieku.

### Żywot Apolloniosa z Tyany
Żywot Apoloniosa z Tyany jest romansem biograficznym w ośmiu księgach. Autor przedstawia swego bohatera w konwencji właściwej romansowi podróżniczemu, przypisując pitagorejskiemu filozofowi żyjącemu w I wieku n.e. niezwykłą mądrość i wiedzę, szlachetny charakter, a nawet zdolność czynienia cudów. Utwór w wielu miejscach nawiązuje do działalności Jezusa Chrystusa, opisanej w Ewangeliach.

### O atletyce
Traktat O atletyce w całości został odnaleziony dopiero w XIX wieku. Filostrat zwyczajem innych sofistów i z sofistycznym zacięciem występuje w obronie gimnastyki, lekceważonej przez filozofów cynicko-stoickich. Rozprawa składa się z dwóch części -  pierwsza (rozdz. 3-10) poświęcona jest wartości sportu, druga (rozdz. 17-58) omawia przymioty dobrego trenera, wymagając od niego, by znał się nie tylko na ćwiczeniach fizycznych, ale też na higienie lekarskiej (pajdotribice).

### Obrazy

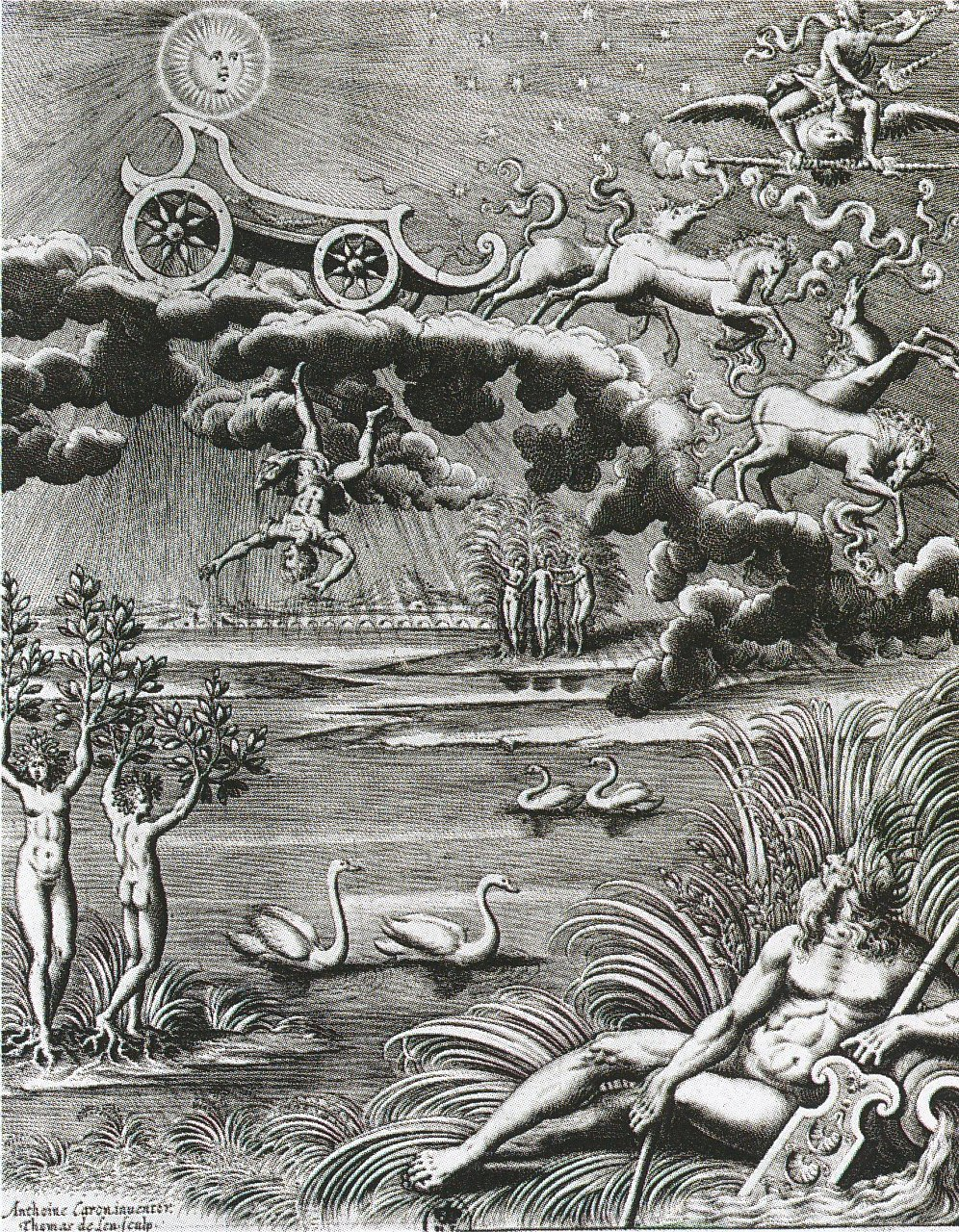
Faeton z Obrazów Filostrata

Najbardziej sofistycznym pismem Filostrata są Obrazy (Eikónes, Imagines) w 4 księgach. Jest to zbiór 65 opisów (ekfraz) obrazów z galerii neapolitańskiej, poprzedzony wstępem o istocie malarstwa. Charakter retoryczny tych opisów zaznaczają apostrofy do ucznia, który ćwiczył się w tej sztuce. Literackimi opisami obrazów zajmował się przed Filostratem Lucjan z Samosat (opisujący obrazy Apellesa, Aetiona i Zeuksisa), sporo można ich też znaleźć u ówczesnych romansopisarzy i epigramatyków. W II wieku zbiór opisów utrzymanych w „prostym” i „wdzięcznym” stylu wydał Nikostratos z Macedonii. Opisy Filostrata są utrzymane w tym samym prostym i wdzięcznym stylu attycystycznym. Filostrat o wiele więcej miejsca niż Lucjan poświęca w swych opisach anegdocie mitologicznej. Obrazy cieszyły się wielką popularnością w Bizancjum. Powstawały do nich liczne scholia oraz wzorowane na nich ekfrazy aż do XV wieku. O popularności dzieła w Bizancjum świadczy też duża liczba zachowanych rękopisów z XIII-XVI wieku, w dwóch z nich zachował się opis 17 innych obrazów, dzieło Filostrata IV, wnuka autora Obrazów. W  XVIII wieku próby rekonstrukcji opisanych przez Filostrata obrazów podjęli się starożytnicy francuscy i niemieccy (hr. Caylus, Winckelmann, Lessing, a nawet Goethe), traktowali oni dzieło Filostrata jako sprawozdanie z wystawy malarskiej i na jego podstawie próbowali zrekonstruować historię malarstwa greckiego. Późniejsze wątpliwości uczonych, skłonnych uważać dzieło Filostrata za ćwiczenie retoryczne, przesądziła, jak się wydaje, na korzyść pisarza współczesna archeologia. Wskazała ona bowiem na występowanie tych samych, co w Obrazach, motywów na wazach i sarkofagach antycznych.

### Żywoty sofistów
Zwieńczeniem twórczości literackiej Filostrata są Żywoty sofistów, dzieło w dwóch księgach, będące swoistą historią literatury greckiej. Autor zawęża przedmiot wykładu do twórców retoryki filozofującej, z których każdy mówił na wybrany temat ze znawstwem i kompetencją niemal boską, a nie z wahaniem, jak Sokrates. Filostrat odróżnia sofistykę od zwykłej nieuczonej wymowy, a także od takiej filozofii, której twórcy wyrażali się nie dość jasno. Jako wzory tego rodzaju sofistów podaje Eudoksosa, ucznia Platona, autora prac z zakresu geometrii i astronomii; Leona, prawdopodobnie tożsamego z Leonem z Pelli, autorem rozprawy o Egipcie, napisanej w formie listu do Aleksandra Wielkiego, i Karneadesa, przedstawiciela sceptycznej III Akademii.
Tak rozumianą sofistykę autor dzieli na dwa rodzaje. Pierwsza zajmuje się zagadnieniami bardziej abstrakcyjnymi, jak sprawiedliwość, męstwo, bogowie i herosi. Druga ma bardziej humanistyczny i historyczny charakter. Obydwie są bardzo starożytne - pierwsza wywodzi się od Gorgiasza z Leontinoj (ok. 475 – ok. 375 n.e.), druga od Ajschinesa z Aten (395–315 p.n.e.). Filostrat przedstawia w swym dziele również dawniejszych autorów: Hippiasza, Izokratesa, Protagorasa, główną jednak jego część poświęca sofistom żyjącym od końca I wieku, rozpoczynając od Niketasa ze Smyrny, a na Aspazjosie, żyjącym za Sewerów, kończąc. Przedstawia Diona z Prusy i Faworyna. Najdłużej zatrzymuje się przy gwiazdach nowej sofistyki: Polemonie i Herodesie Attyku. Pomija Plutarcha, który dość wcześnie zajął nieprzychylne stanowisko względem attycyzujących sofistów. Nie wspomina też Lucjana z Samosat, prawdopodobnie z powodu osobistej niechęci do tego prześmiewcy bogów. Krótkie przedstawienie Aspinesa, Nikagorasa i Filostrata z Lemnos, reprezentantów nowej sofistyki, tłumaczy osobistą z nimi znajomością.
Materiał do dzieła pochodzi zarówno z lektury pism samych sofistów i ich wykładów, jak i z przeprowadzonych przez Filostrata wywiadów. W opracowaniu kolejnych postaci autor nie dbał o schemat biograficzny, ale o żywe zilustrowanie osobowości anegdotami, dowcipnymi powiedzeniami i próbkami stylu, zwracając uwagę nie tylko na język, ale też na rytmikę klauzul. Język Żywotów ma charakter swobodnej gawędy.

## Utwory wydane w języku polskim
- Flawiusz Filostratos: Żywot Apolloniusza z Tiany. Ireneusz Kania (tłum.). Kraków: Oficyna Literacka, 1997. ISBN 83-7124-086-4. Brak numerów stron w książce
- Flawiusz Filostratos: Żywot Apolloniosa z Tyany. Marian Szarmach (tłum.). Toruń: Wydawnictwo Uniwersytetu Mikołaja Kopernika, 2000. ISBN 978-83-231-2860-1. Brak numerów stron w książce
- Filostrat Starszy: Obrazy. Remigiusz Popowski (tłum.). Warszawa: Prószyński i S-ka, 2004. ISBN 83-7337-635-6. Brak numerów stron w książce
- Flawiusz Filostratos: Żywoty sofistów. Marian Szarmach (tłum.). Toruń: Wydawnictwo Uniwersytetu Mikołaja Kopernika, 2008. ISBN 978-83-231-2178-7. Brak numerów stron w książce
- Flawiusz Filostratos: Rozmowa o Herosach. Marian Szarmach (tłum.). Toruń: Wydawnictwo Uniwersytetu Mikołaja Kopernika, 2012. ISBN 83-2311-612-1. Brak numerów stron w książce
- Flawiusz Filostratos: O atletyce. Marian Szarmach (tłum.). Toruń: Wydawnictwo Uniwersytetu Mikołaja Kopernika, 2013. ISBN 978-83-231-3030-7. Brak numerów stron w książce